# Памятники Рихарду Зорге в Казани
Памятники Рихарду Зорге в Казани — две скульптурные композиции в виде бюстов, установленные в честь знаменитого советского разведчика времён Второй мировой войны, Героя Советского Союза. Оба памятника-бюста находятся на территории объектов (двор бывшей школы № 79 и сквер Славы), расположенных вдоль крупной казанской внутригородской магистрали — улицы Рихарда Зорге. На этой же улице находится мемориальный камень с пояснительной надписью о Рихарде Зорге, в честь которого она названа.  

## Памятник-бюст Рихарду Зорге в микрорайоне Танкодром (1969)
55°45′51″ с. ш. 49°10′55″ в. д.

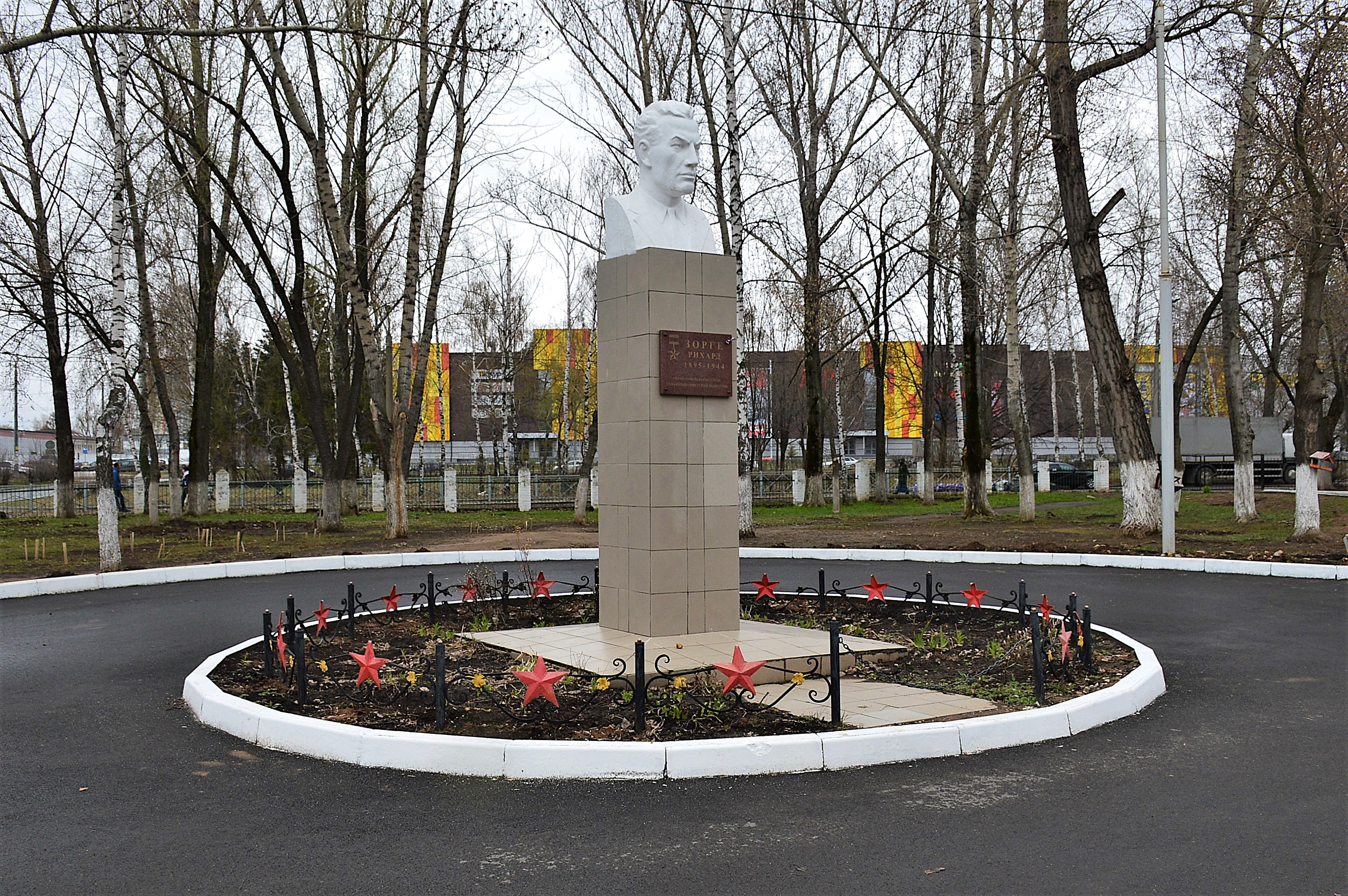
Памятник-бюст Рихарду Зорге в микрорайоне Танкодром

Это первый памятник-бюст Рихарду Зорге, установленный в Казани. Он появился в 1969 году, в год 25-летия со дня гибели советского разведчика и через пять лет после присвоения ему звания Герой Советского Союза (1964, посмертно). 
Данная скульптура находится на территории Советского района, в микрорайоне Танкодром. Она была установлена во дворе школы № 79 (ул. Рихарда Зорге, 1А), открытой в 1966 году (в 2017 году эта школа была присоединена к гимназии № 8, а в её здании разместились начальные классы). 
Памятник-бюст Рихарду Зорге стоит в центре круглой клумбы напротив входа в учебное здание и обращён к нему лицевой стороной. Высота бюста составляет 0,9 м, высота постамента — 3 м. Автором скульптуры является М. Т. Салосин.    

Портретный бюст советского разведчика, Героя Советского Союза Рихарда Зорге выполнен в строго документальной манере. Довольно точно переданы черты худощавого удлинённого лица с прямым носом и открытым мужественным взглядом. Меньше внимания уделено передаче духовного мира Р. Зорге. Лепка портрета отличается сухостью. Большого художественного значения бюст не имеет.— Новицкий А. И.
Изначально на лицевой стороне постамента была установлена металлическая табличка с надписью: «Рихард Зорге. 1895—1944». В постсоветский период её заменили на гранитную табличку с изображением медали «Золотая Звезда» и расширенной пояснительной надписью: «Зорге Рихард. 1895—1944. Герой Советского Союза. Отважный советский разведчик».
Упразднённая в 2017 году школа № 79, на территории которой установили памятник-бюст Рихарду Зорге, носила его имя. В здании самой школы с 1986 года находился музей Рихарда Зорге.

## Памятник-бюст Рихарду Зорге в сквере Славы (2016)
55°45′03″ с. ш. 49°12′21″ в. д.

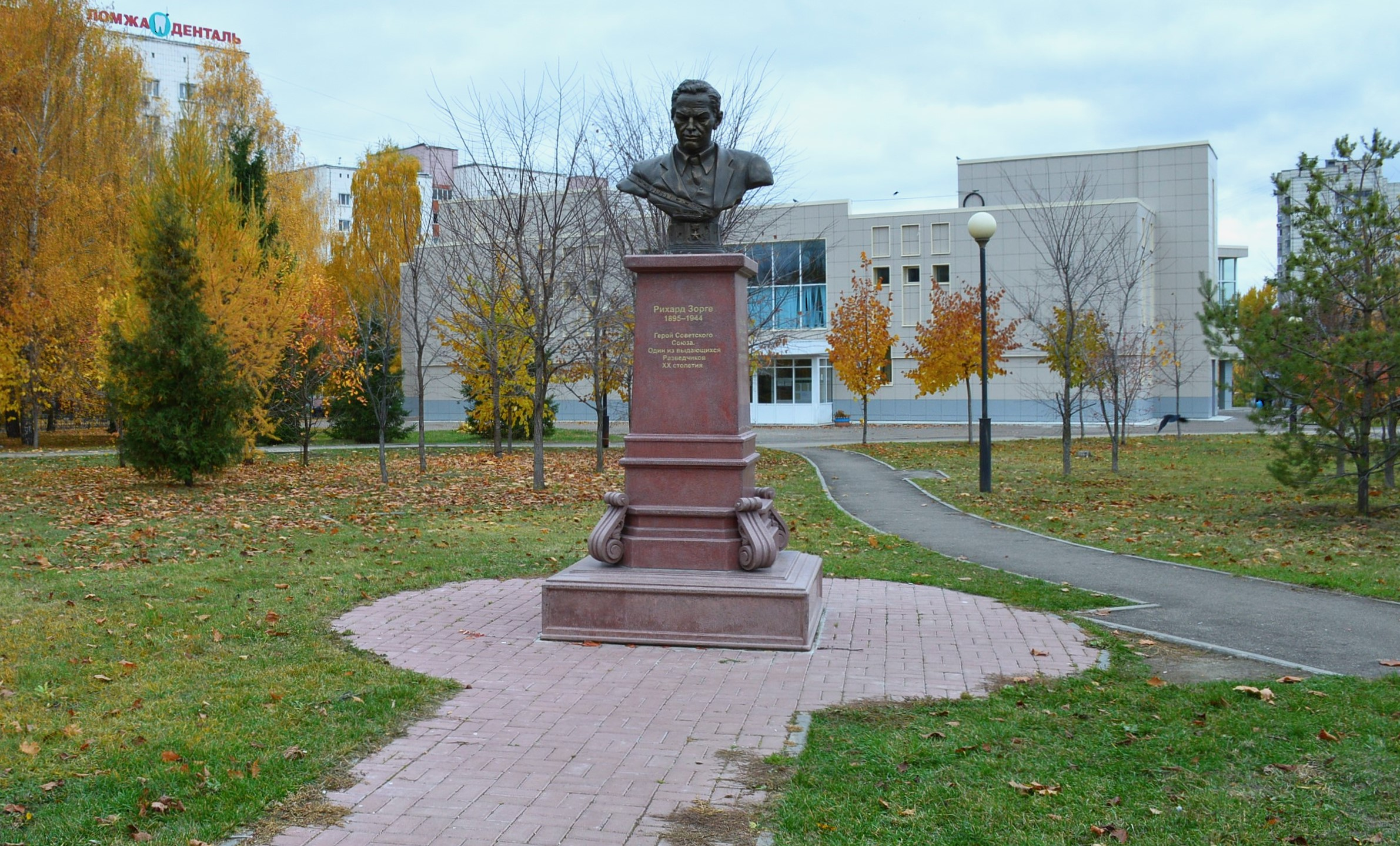
Памятник-бюст Рихарду Зорге в сквере Славы

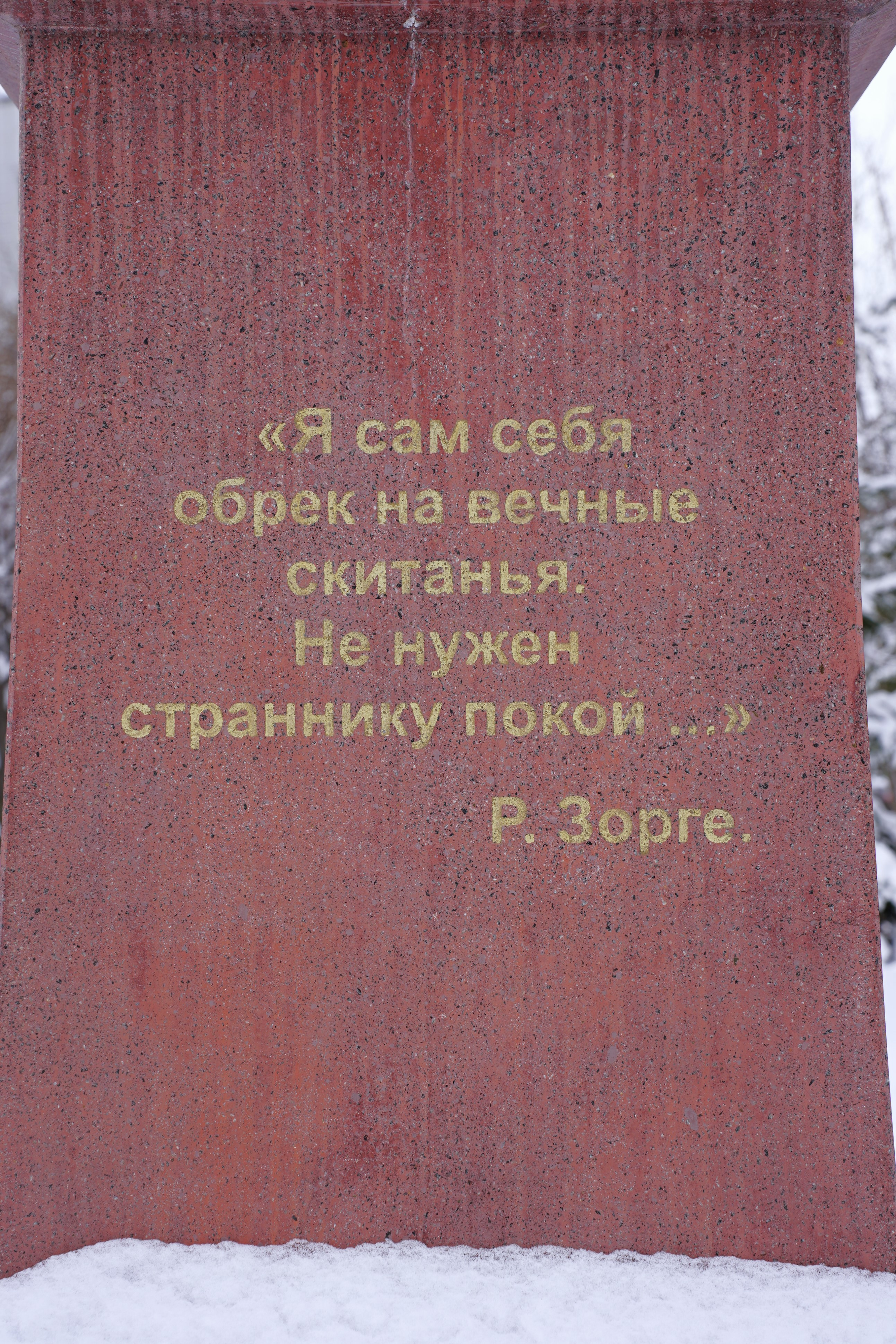
Надпись на боковой стороне постамента

Этот памятник-бюст Рихарду Зорге установлен в Приволжском районе Казани, в жилом районе Горки, на территории сквера Славы. Он появился в рамках проекта «Аллея российской славы», который реализуется с 2008 года под руководством краснодарского предпринимателя и мецената Михаила Сердюкова. 
Инициатива по установке памятника исходила от уроженца Краснодарского края предпринимателя Валита Рахматуллина, который вместе с Михаилом Сердюковым профинансировал его создание (сообщалось, что общая стоимость памятника, без учёта расходов на установку, составила 1 млн рублей). Установку осуществляло МУП «Метроэлектротранс».  
Открытие памятника-бюста Рихарду Зорге в сквере Славы состоялось в День памяти и скорби 22 июня 2016 года в присутствии премьер-министра Республики Татарстан Ильдара Халикова. 
В ряде средств массовой информации, освещавших данное событие, автором памятника ошибочно указан Михаил Сердюков. Эта информация, очевидно, появилась с подачи вышеуказанного Валита Рахматуллина, который в ходе открытия бюста представил отсутствовавшего на церемонии Михаила Сердюкова как «ваятеля», то есть автора скульптуры, хотя тот никогда не проявлял себя в роли скульптора. Настоящим автором этой тиражированной скульптуры является краснодарский скульптор Александр Аполлонов, копия работы которого, идентичная казанскому бюсту Рихарда Зорге, была открыта в 2017 году в Ростове-на-Дону. Известно, что ростовский бюст советского разведчика изготовлен из «гранитного литья» (литьевого гранита), поэтому можно предположить, что аналогичный казанский бюст сделан по такой же технологии.
Постамент под бюстом Рихарда Зорге имеет стандартную для проекта «Аллея российской славы» форму. Он также изготовлен из литьевого гранита и представляет собой конструкцию, состоящую из двух элементов ― вертикальной части, украшенной снизу волютами, стоящей на горизонтальном основании. Высота постамента составляет 2,3 м, вес ― 4 тонны. На лицевой стороне постамента выведена надпись: «Рихард Зорге 1895—1944. Герой Советского Союза. Один из выдающихся разведчиков ХХ столетия». На правой боковой стороне постамента обозначен фрагмент из его юношеских стихов, характеризующих жизненное кредо разведчика: «„Я сам себя обрек на вечные скитанья. Не нужен страннику покой...“. Р. Зорге.». На левой боковой стороне постамента дана пояснительная надпись о завершающем периоде жизни Рихарда Зорге: «В 1941 году, находясь в Японии, Зорге был арестован по обвинению в шпионаже в пользу Советского Союза. Спустя 3 года ему был вынесен смертный приговор, который бы приведён в исполнение 7 ноября 1944 года.». На тыльной стороне постамента написано: «Проект „Аллея Российской Славы“. Дар от Сердюкова М. Л. и Рахматуллина В. Я. При поддержке Российского военно-исторического общества».   
Бюст Рихарда Зорге в казанском сквере Славы стал первым памятником в Татарстане, который был установлен в рамках реализации проекта «Аллея российской славы» (в ряде изданий ошибочно написали, что это якобы первый в республике памятник данному разведчику). Вторым памятником в Татарстане, установленным в рамках указанного проекта, стал бюст поэта Гавриила Державина в селе Каипы Лаишевского района (открыт в июле 2016 года), третьим — бюст поэта-героя Мусы Джалиля на территории Казанского университета (открыт в октябре 2016 года).    

### Аналогичные скульптуры
Установленный в сквере Славы бюст Рихарда Зорге работы Александра Аполлонова является тиражированной скульптурой. 
Точно такие же бюсты установлены: 
- в октябре 2015 года — в Москве[13] и в Новосибирске[14];
- в ноябре 2017 года — в Ростове-на-Дону[8].

## Мемориальный камень в честь Рихарда Зорге (2000)
55°45′48″ с. ш. 49°11′07″ в. д.

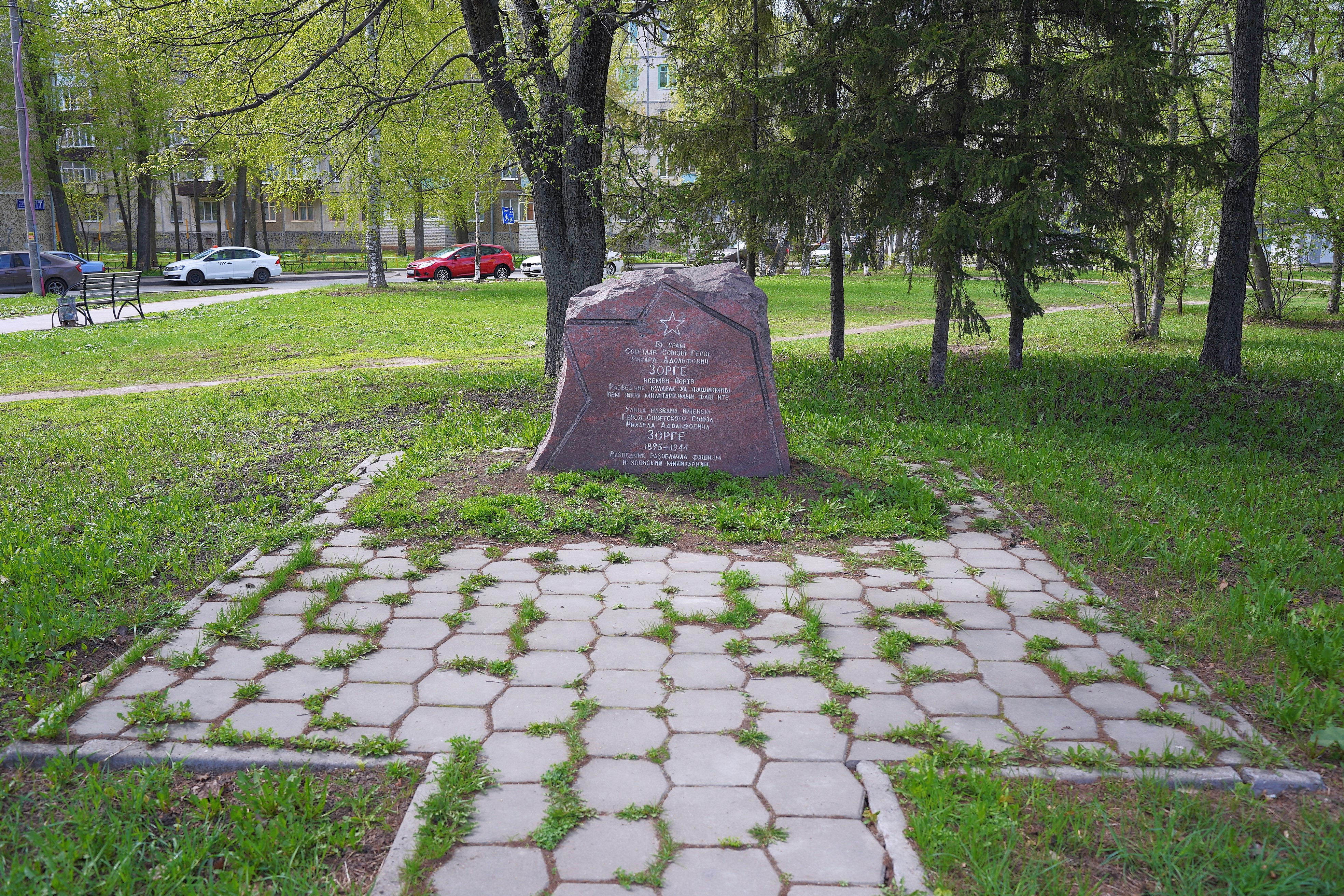
Мемориальный камень в честь Рихарда Зорге, находящийся на одноимённой улице

В 2000 году в микрорайоне Танкодром, на территории безымянного сквера, протянувшегося вдоль улицы Рихарда Зорге, был установлен мемориальный гранитный камень в его честь. На нём под пятиконечной звездой размещена надпись на татарском и русском языках, дающая краткую информацию о советском разведчике: «Улица названа именем Героя Советского Союза Рихарда Адольфовича Зорге 1895—1944. Разведчик, разоблачал фашизм и японский милитаризм.».
В этой надписи содержится ошибка в указании отчества Рихарда Зорге — Адольфович, хотя полное имя его отца — Густав Вильгельм Рихард Зорге. Более того, в официальных советских документах, в том числе в Указе Президиума Верховного Совета СССР от 5 ноября 1964 года № 2992—VI «О присвоении звания Героя Советского Союза…», имя разведчика указано как Рихард Зорге (без упоминания отчества, которое в немецкой традиции не используется).

## Мемориальная доска на улице Рихарда Зорге (2005/2023)
55°45′11″ с. ш. 49°12′16″ в. д.

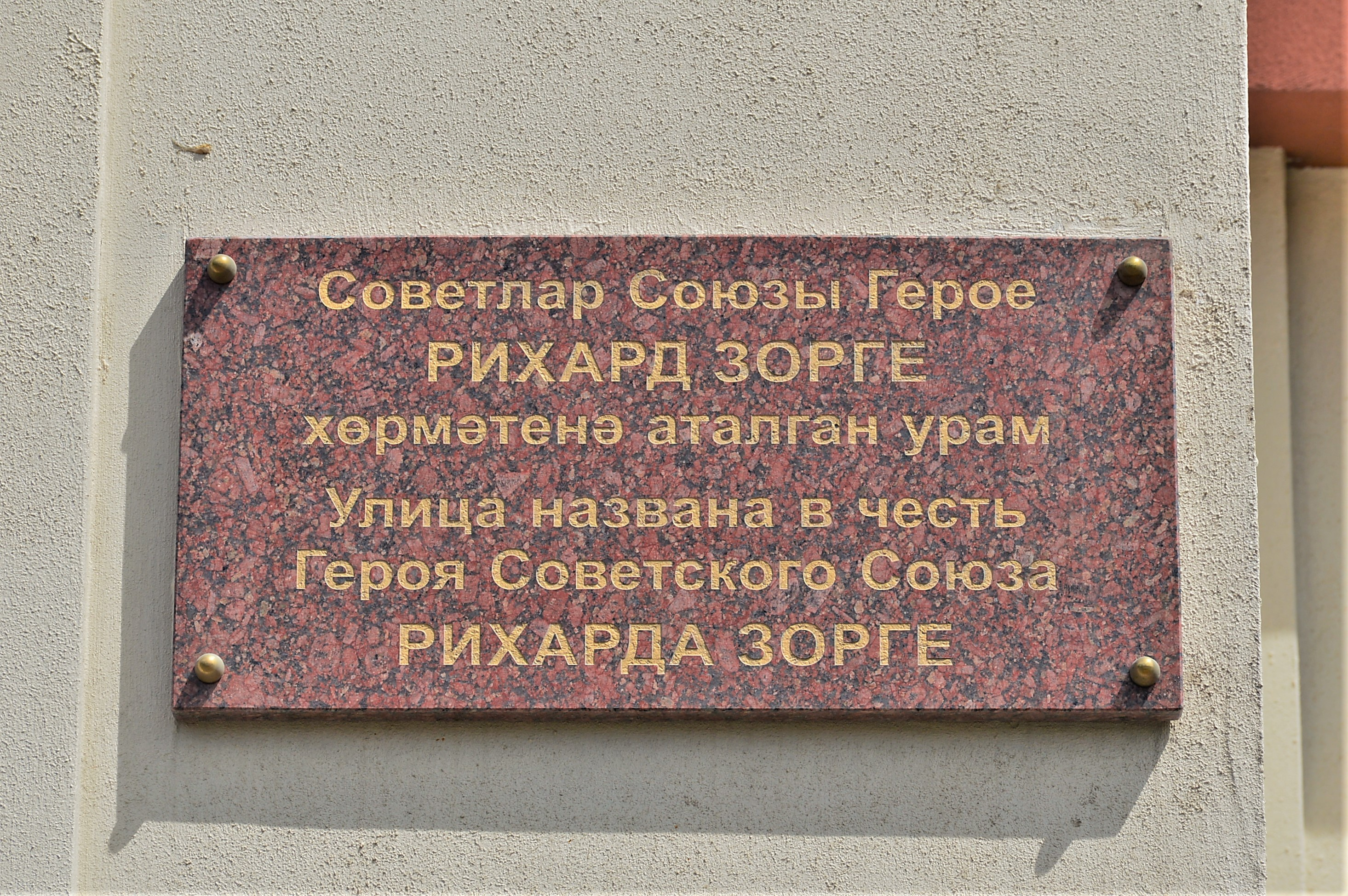
Вторая версия мемориальной доски в честь Рихарда Зорге, 2023 год

Через пять лет после установки мемориального камня на улице Рихарда Зорге аналогичная ошибка с отечеством советского разведчика появилась и на мемориальной доске, установленной в 6-м микрорайоне Горок, на стене одного из многоквартирных домов (ул. Рихарда Зорге, 47). Эту доску открыли 3 мая 2005 года в преддверии 60-летия Победы в Великой Отечественной войне. На ней на татарском и русском языках было написано: «Улица названа в честь Героя Советского Союза Рихарда Адольфовича Зорге».
Эта мемориальная доска провисела более 16 лет, пока в сентябре 2021 года один из местных жителей не обратил внимания на ошибку в написании отчества Рихарда Зорге, заявив об этом в Государственную информационную систему Республики Татарстан «Народный контроль» («Рихард Зорге никогда не был Адольфовичем»). Правда, заявитель указал неверный адрес дома, на котором висела мемориальная доска: ул. Рихарда Зорге, 47А, хотя она располагалась на соседнем доме № 47. После этого мемориальную доску сняли. (Посвящённая Рихарду Зорге мемориальная доска с аналогичной ошибкой, содержащей отчество Адольфович, была также установлена в Кургане.)
В 2023 году на стену дома, где висела прежняя мемориальная доска (ул. Рихарда Зорге, 47), установили новую доску с написанием имени советского разведчика без отчества: «Улица названа в честь Героя Советского Союза Рихарда Зорге». 